# Peter Rasmussen (badminton)
Pour les articles homonymes, voir Peter Rasmussen et Rasmussen.
Peter Rasmussen, né le 2 août 1974 à Copenhague, est un champion danois de badminton. Ancien champion du monde et d'Europe, Rasmussen se classe parmi les meilleurs joueurs de badminton danois de tous les temps. 
Le couronnement de sa carrière a eu lieu le jour de sa victoire en simple hommes aux Championnats du monde IBF de 1997 à Glasgow en Écosse. 
C'est la première fois qu'un Danois, un non-asiatique, remporte ce titre depuis le tout premier Championnat du monde IBF en 1977 remporté par un autre Danois, Flemming Delfs.

## Palmarès

### Championnats du monde
Lors de l'édition 1995, Rasmussen remporte une médaille de bronze par équipes, de même qu'en 1997 où il remporte également la médaille d'or en simple hommes à l'issue d'une finale d'anthologie l'ayant opposé au Chinois Sun Jun.

### Thomas Cup
Lors de cette compétition par équipes, il remporte deux médailles : le bronze en 2002 après une défaite en demi-finale contre l'Indonésie, et l'argent en 2004 après une défaite en finale contre la Chine.

### Tournois
Peter Rasmussen remporte plusieurs titres en simple hommes lors de tournois majeurs comme l'Open du Japon en 1997 ou les Championnats d'Europe en 2002.